# Participatiemaatschappij Vlaanderen
De Participatiemaatschappij Vlaanderen, afgekort PMV, is een investeringsmaatschappij van de Vlaamse overheid. Het is een extern verzelfstandigd agentschap met private rechtspersoonlijkheid.
De Waalse tegenhanger is Wallonie Entreprendre.

## Geschiedenis
De naamloze vennootschap ParticipatieMaatschappij Vlaanderen (PMV) werd op 31 juli 1995 opgericht. Bij Vlaams decreet van 7 mei 2004 werd de PMV tot een privaatrechtelijk vormgegeven extern verzelfstandigd agentschap omgevormd. Dit decreet trad op 19 mei 2008 in werking.
PMV was de grootste aandeelhouder van de Gimv (Gewestelijke Investeringsmaatschappij voor Vlaanderen) maar die werden in 2023 van de hand gedaan.

## Activiteiten
De investeringen van de Participatiemaatschappij Vlaanderen zijn te vinden in sectoren zoals vastgoed, circulaire economie, maakbedrijven, biotechnologie, medtech en energie. Investeringen kunnen zowel gericht zijn op overnames, of het ondersteunen van startende of groeiende ondernemingen.

## Bestuur
| Periode      | Voorzitter     |
| ------------ | -------------- |
| 2001 - 2014  | Clair Ysebaert |
| 2015 - heden | Koen Kennis    |